# Vauréal
Vauréal è un comune francese di 16 345 abitanti situato nel dipartimento della Val-d'Oise nella regione dell'Île-de-France.
Dopo la bonifica del plateau di Tourpet nel 1984, la popolazione è cresciuta in modo esponenziale.

## Società

### Evoluzione demografica
Abitanti censiti